# Kursaal (edificio)

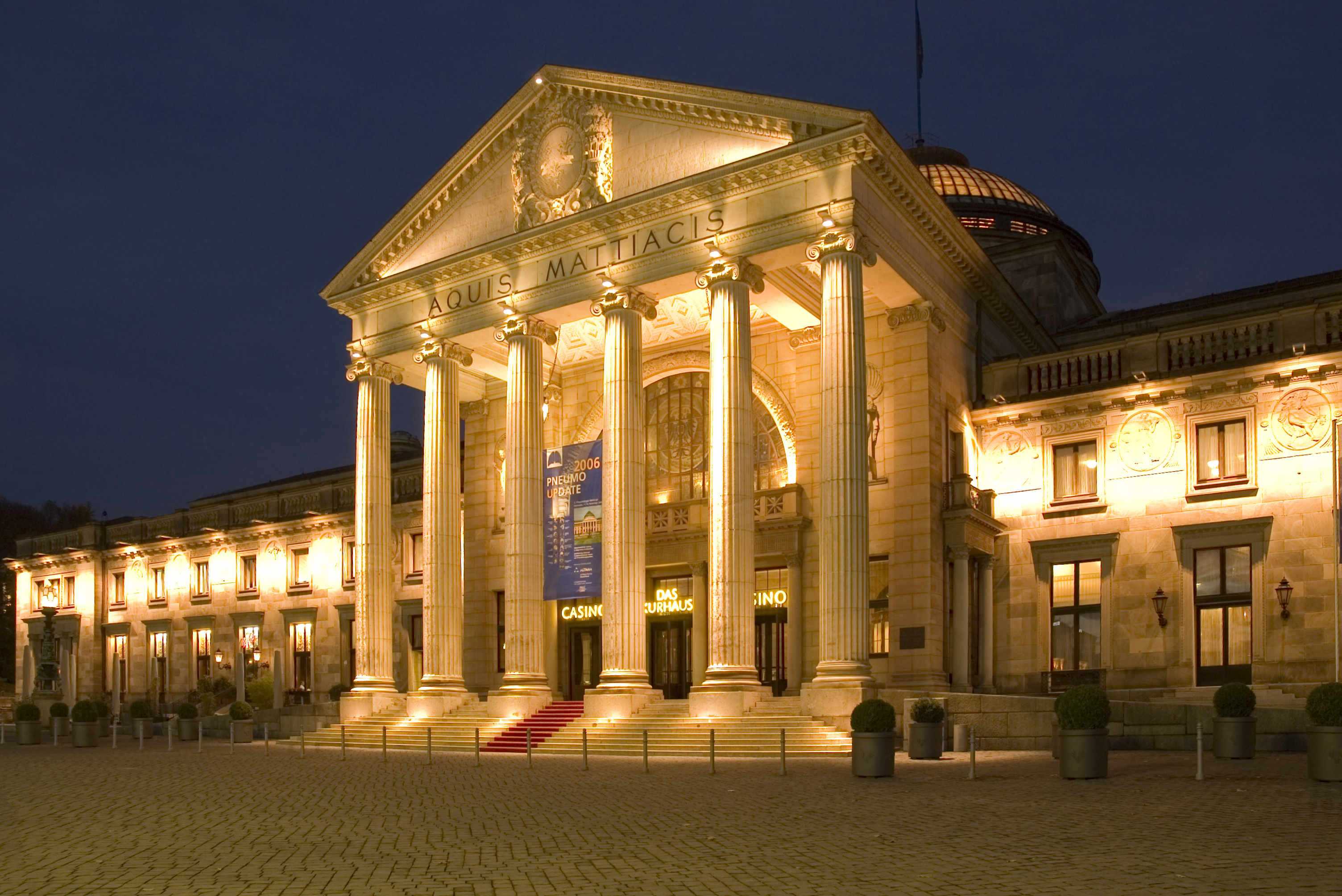
Kurhaus de Wiesbaden, en Alemania

Un kursaal ("sala de curas" en alemán), también conocido como kurhaus ("casa de curas") y kurcasino, es un edificio de ocio típico de la arquitectura noreuropea del siglo XIX, edificado a menudo en balnearios y, más tarde, en localidades costeras. 
Construido en torno a un vestíbulo central, el edificio suele incluir un salón de baile, una sala de conciertos, un teatro, una sala de juegos o casino y varios restaurantes. 